# Igor I
Igor (Ingvar) föddes omkring 877 och dog 945 i Iskorosten. Igor var en varjagisk storfurste av Kievriket (Velikij Kniaz) från 912 till 945. Hans nordiska namn var Ingvar, men i östslaviska skrifter kallas han Igor.  

## Biografi
I Dneprdalen assimilerades ett litet härskande skikt av nordmän i det östslaviska bondesamhället. Det finns inte mycket nedtecknat om honom i krönikeboken. Det har spekulerats om krönikan har valt att inte förstora hans maktposition som dominerades samtidigt av Khazarriket. Igor var Ruriks son där det också spekuleras om att han var grundaren av dynastin. Krönikan nämner att han hade två nevöer vid namn Igor och Håkon, men hans syskon nämns inte i någon källa. 
Igor gifte sig med Olga av Kiev 903. De fick sonen Svjatoslav, född omkring 942, som blev furste av Kiev.
Han belägrade Konstantinopel två gånger, 941 och 944. År 913 och 944 plundrade han araberna vid Kaspiska havet och belägrade kaukasiska Albanien till stora delar i nuvarande Azerbajdzjan. Man vet inte om Igor hade något att göra med belägringen av Albania eller om det har varit en helt oberoende grupp varjagiska soldater.
Igor blev brutalt mördad, då han skulle samla in skatt från drevljanerna år 945.

## Ibn Fadlan beskrivning
Ibn Fadlan reste runt i trakterna längs floden Volga och skrev ner sina iakttagelser om ruser i en reseskildring. Om storfursten Igor skriver han, ”har i sitt slott 400 av sina tappraste män, som stupar med honom och låter sig dödas för honom. De har alla sin plats under hans tron, som är mycket stor och prydd med ädelstenar. Där finns också 400 slavinnor, och ofta har han samlag med en av dem i närvaro av sina vapenbröder. Kungen stiger aldrig ner från tronen och när han har naturbehov förrättar han dem i en skål. När han vill rida förs en häst fram till tronen så att han kan stiga upp direkt på den och rida bort”.
Ibn Fadlan beskriver också rusernas utseende, ”jag har aldrig sett så fulländade kroppar, de var som palmträd, blonda och rödlätta. De har varken jackor eller kaftaner, utan mannen bär en dräkt som täcker ena sidan av kroppen men lämnar en hand fri. Var och en har med sig en yxa, ett svärd och en kniv, och dessa redskap lämnar de aldrig ifrån sig. Deras svärd är breda, räfflade, av frankisk tillverkning. Från naveln till halsen är de tatuerade i grönt med träd och andra bilder. Alla deras kvinnor har över bröstet en dosa fastgjord, som är av järn, silver, koppar eller guld, efter mannens förmögenhet och inkomst”.